# Quand la jungle s'éveille
Pour plus de détails, voir Fiche technique et Distribution.
Quand la jungle s'éveille (Curucu, Beast of the Amazon) est un film américain réalisé par Curt Siodmak, sorti en 1956.

## Fiche technique
- Titre français : Quand la jungle s'éveille[1]
- Titre original : Curucu, Beast of the Amazon
- Réalisation : Curt Siodmak
- Scénario : Curt Siodmak
- Photographie : Rudolf Icsey
- Montage : Terry O. Morse
- Musique : Raoul Kraushaar
- Pays d'origine :  États-Unis
- Format : Couleurs - Mono
- Genre : Film d'aventure
- Durée : 76 minutes
- Date de sortie : 
  - États-Unis : 1956
  - France : 5 juillet 1957[1]

## Distribution
- John Bromfield : Rock Dean
- Beverly Garland : Dr Andrea Romar
- Tom Payne : Tupanico